# 永丰村
永丰村，是中华人民共和国安徽省黄山市黄山区永丰乡下辖的一个村级行政单位。 2008年由原卓村、岭下村合并组建而成。

## 中国传统村落
2012年，永丰村被评为首批“中国传统村落”，拥有多处文物保护单位，其中列为安徽省文物保护单位的有“苏氏宗祠与海宁学舍”、“希范堂”和必吉岭古道等，列为黄山市文物保护单位的有五福庙、永丰牌坊群、青山塔、希贤桥；列为黄山区文物保护单位的有东松溪古河道、杜冠英墓、苏雪林墓、继序堂。